# Mariä Himmelfahrt (Obermettenbach)

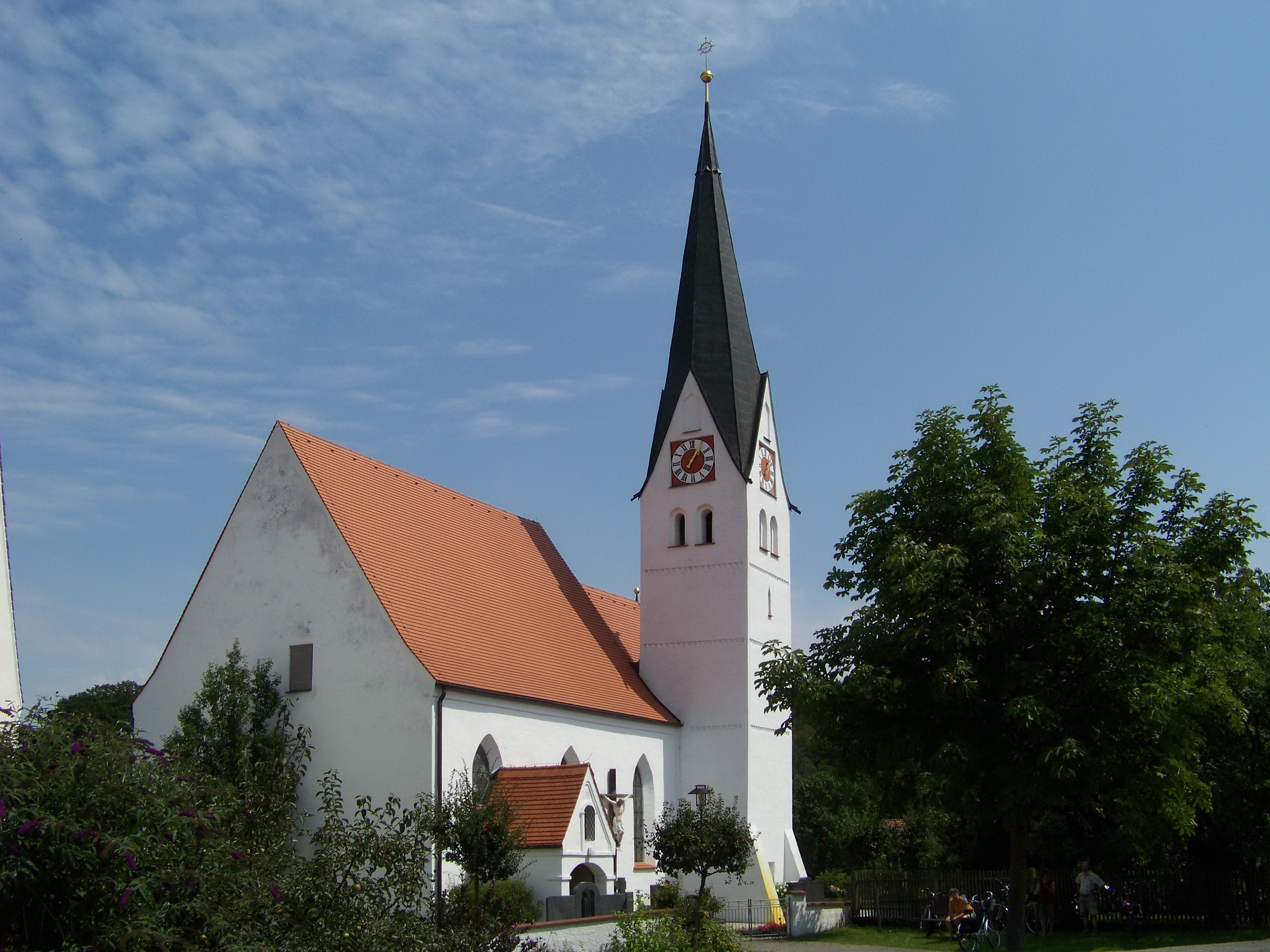
Mariä Himmelfahrt in Obermettenbach

Die römisch-katholische Filialkirche Mariä Himmelfahrt steht in Obermettenbach, einem Stadtteil von Geisenfeld im oberbayerischen Landkreis Pfaffenhofen an der Ilm. Sie ist in der Liste der Baudenkmäler in Geisenfeld unter der Nr. D-1-86-122-57 eingetragen. Die Kirche gehört zur Pfarrei St. Emmeram Niederlauterbach im Dekanat Geisenfeld-Pförring (Bistum Regensburg).

## Beschreibung
Die spätgotische Saalkirche aus der zweiten Hälfte des 15. Jahrhunderts wurde 1890 neugotisch umgestaltet. Sie besteht aus dem Langhaus, dem eingezogenen, dreiseitig geschlossenen, von Strebepfeilern gestützten Chor im Osten und der Sakristei an der Nordwand des Chors.  Das oberste Geschoss des Chorflankenturms an der Südwand des Chors enthält den Glockenstuhl. Über den Giebeln mit den Zifferblättern der Turmuhr erhebt sich ein spitzer Helm. Ein Vorbau an der Südwand des Langhauses führt zum Portal.
Der Innenraum des Langhauses ist mit einer Holzbalkendecke überspannt, der des Chors mit einem Netzgewölbe. 

## Orgel
Die Orgel mit acht Registern auf einem Manual und Pedal wurde von Willibald Siemann im Jahr 1908 neu gebaut. Die Disposition lautet:
| Manual C–f3  |    |
| Principal    | 8′ |
| Gedeckt      | 8′ |
| Gamba        | 8′ |
| Salicional   | 8′ |
| Octave       | 4′ |
| Traversflöte | 4′ |

| Pedal C–d1 |     |
| Subbaß     | 16′ |
| Gedecktbaß | 16′ |

- Koppeln: M/P, Superoktavkoppel, Suboktavkoppel
- Spielhilfen: Mezzoforte, Forte, Tutti, Auslöser
- Bemerkungen: Kegellade, pneumatische Spiel- und Registertraktur, freistehender Spieltisch, neugotischer Prospekt